# Universidade de Haia
A universidade de Haia (em neerlandês:  De Haagse Hogeschool) é uma instituição de ensino superior localizada em Haia, nos Países Baixos. É o maior instituto para educação politécnica da Holanda do Sul, com aproximadamente 15.000 estudantes.
Foi fundada em 1987, como resultado da fusão entre catorze pequenas escolas para educação politécnica. A universidade oferece formação profesional nos campos de economia, informática, tecnologia e ciências empresariais.